# Jimbour
Jimbour ist ein kleiner Ort im Norden der Region von Darling Downs in Queensland, Australien. Er liegt etwa 236 Kilometer von Brisbane und 109 Kilometer von Toowoomba entfernt. Der nächstgelegene Ort ist Dalby. 2016 wurden in Jimbour und Umgebung 291 Personen gezählt.

## Name
Der Name des Ortes geht auf den Viehzüchter Thomas Bell zurück, der das historische Jimbour House bauen ließ. Er hörte Gimba bzw. Jimba von den lokalen Aborigines der Kamilaroi und nahm an, dass es good pastures (deutsch: gutes Weideland) bedeutet. Ein ähnliches Wort in der Sprache der Kamilaroi Thimba bedeutet Schaf.

## Beschreibung

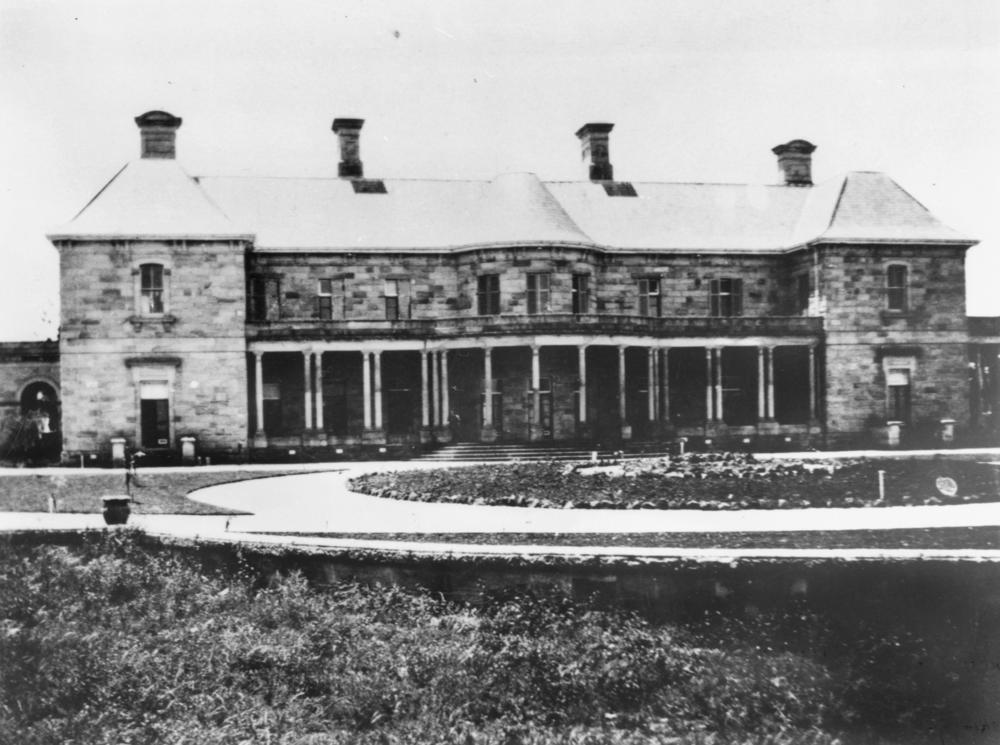
Hauptgebäude des Jimbour House aus Sandstein (ca. 1925)

In Jimbour befindet sich das denkmalgeschützte Jimbour House aus Sandstein mit mehreren Nebengebäuden, das eines der frühesten Gebäude in Darling Downs ist. Es ist ein Beispiel für die frühe europäische Besiedlung und Viehzucht von Queensland.
Weitere Gebäude sind eine Schule, Stadthalle, Metzgerei und ein Postbüro.

## Sonstiges
In Jimbour beginnt der Dingo Fence, der 5412 Kilometer bis zur Great Australian Bight führt. 
Der preußische Entdeckungsreisende Ludwig Leichhardt startete von diesem Ort seine erste Expedition von 1844 bis 1845, die ihn über 4.800 Kilometer ins Northern Territory nach Port Essington führte. 
Unweit von Jimbour liegt der Jimbour-Steinbruch.